# Национален парк-резерват Калахари
Национален парк-резерват Калахари е национален ловен резерват в Ботсвана в пустинята Калахари.
Открит е през 1961 г. и има площ 52 800 км², което го прави вторият по големина резерват в света. В парка живеят голям брой диви животни: жирафи, леопарди, лъвове, диви кучета, гепарди, хиени, брадавичеста свиня, гнута, обикновена антилопа кана, гемсбок, голям куду, антилопи и други.
Релефът на резервата в по-голямата си част е равнинен с неголеми вълнообразни хълмове, покрити с храсти и трева, покриващ пясъчни дюни. На територията на парка има и големи дървета. Голямата част от реките са пресъхнали, със солени ями.

## Население
Бушмените населяват като номади пустинята от много дълго време, като основно са ловували. През 80-те години на 20 век в резервата живеят около 5000 Basarwa, Gana, Gwi и Tsila, както и техните съседи Bakgalagadi. В началото на 80-те в резервата са открити диаманти. През 1997, 2002 и 2005 бушмените са изселвани от правителството и принудени да живеят в лагери извън резервата. След продължителни съдебни дела, най-скъпите в историята на страната, бушмените си спечелват правото да се върнат в родния си край. Тъй като правителството на Ботсвана затруднява ползването чиста вода от страна на бушмените, след продължителни преговори през 2011 г. те си извоюват и правото да се ползват от оскъдните водни ресурси. 